# Peregrinaciones de una paria
Peregrinaciones de una paria (título completo y en francés: Pérégrinations d'une paria (1833-1834)) es un libro de viaje escrito por la feminista franco-peruana Flora Tristan. 
La historia autobiográfica cuenta la memoria y la crónica del viaje de Flora Tristan desde Francia a Sudamérica y su estancia en Perú entre 1833 y 1834 con el propósito de reclamar el reconocimiento por parte de su familia paterna peruana y la herencia que le corresponde de su padre.

## Historia
La obra fue publicada en dos volúmenes en 1838. En 1941 la escritora peruana Emilia Romero del Valle publicó la primera traducción al español en Chile. En 1946 aparece la misma edición en español publicada en Lima, Perú.

## Ediciones
- Pérégrinations d'une Paria (1833-1834) (tome I), Arthus Bertrand, 1838.
- Pérégrinations d'une Paria (1833-1834) (tome II), Arthus Bertrand, 1838.
- Les Pérégrinations d'une Paria, François Maspéro/La Découverte, 1979 ISBN 2-707111-01-5.
- Pérégrinations d'une Paria (1833-1834) (tome I), Indigo & Côté-femmes éditions, 1999 ISBN 2-911571-27-4.
- Pérégrinations d'une Paria (1833-1834) (tome II), Indigo & Côté-femmes éditions, 1999 ISBN 2-911571-90-8.
- Pérégrinations d'une Paria, Actes Sud, 2004 ISBN 978-2-7427-4601-9.
- Pérégrinations d'une Paria, éditions Pédelahore, coll. Transhumance, 2014, 436 p., ISBN 979-1093533438.